# 池田鉄道
池田鉄道（いけだてつどう）は、かつて長野県南安曇郡穂高町（現・安曇野市）の安曇追分駅から同県北安曇郡池田町の北池田駅を結んでいた鉄道路線およびその運営会社である。

## 概要
東日本旅客鉄道（JR東日本）大糸線の前身である信濃鉄道の路線は安曇追分 - 信濃松川間では高瀬川右岸地域に建設されたため、これに取り残された左岸地域の都邑である池田町の住民主導により池田鉄道が設立・敷設された。資本面では信濃鉄道の子会社である。当時、信濃鉄道が電化されていたことから、これに合わせて電気動力を使用し、電力についても信濃鉄道から受電した。また電車についても信濃鉄道と同形を導入した。このように、実態は信濃鉄道の支線であった。
当初、白馬自動車軌道が信濃鉄道に対抗して明科から池田を経て信濃大町へ至る鉄道を申請したが、免許が下りなかったため池田鉄道が計画された。なお、白馬自動車軌道は最終的に信濃鉄道と大部分並行することを理由に大正14年6月に却下された。
しかし開業後の経営は芳しくなく、世界恐慌に伴う不況下で四十雀（＝始終空）電車の異名を取るほどの苦境を強いられた。費用節減のため電気動力を廃止して気動車運行に置き換えるなどの合理化を図ったが効果が薄く、1937年（昭和12年）6月1日に信濃鉄道が路線を国に買収され解散したことで経営がさらに困難となった。信濃鉄道同様に国有化を希望したものの断られ、最終的に1938年（昭和13年）6月6日には全線が廃止された。
かつては北池田駅から先、社地区までの延伸計画が存在した。

## 路線データ
- 区間（営業キロ）：安曇追分駅 - 北池田駅間(6.9 km)
- 軌間：1,067 mm
- 駅数：7駅（起終点駅含む）
- 複線区間：なし（全線単線）
- 電化区間：全線（直流1,500 V電化、1937年から電気運転廃止）
- 閉塞方式：不詳

## 運行形態
1933年（昭和8年）9月15日改正当時
- 旅客列車本数：一日約20往復（なお当時、すべての駅で列車交換は行われていなかった）
- 所要時間：全線14分
- 1933年9月15日改正当時の池田鉄道時刻表

## 歴史
- 1925年（大正14年）
  - 4月16日 安曇追分 - 北池田間6.94 kmの免許が下付される[7]
  - 8月2日 資本金50万円で池田鉄道設立[8][9]
- 1926年（大正15年）9月21日 安曇追分駅 - 北池田駅間開業[10]（開業時は旅客運輸のみ[11]）
- 1927年（昭和2年）
  - 3月31日 延長線敷設願却下（大正15年7月15日出願、北安曇郡池田町-同郡杜村間1.25哩）[6]
  - 4月22日 兼営貸切自動車業開始（池田鉄道各駅より中央線明科駅及松本市並大町を経て白馬登山路に至る間）[12]
  - 12月1日 信濃鉄道へ営業管理委託（1928年5月31日委託解除）[13]
- 1931年（昭和6年）10月22日 ガソリン動力併用認可。実際の気動車導入は1936年（昭和11年）下期
- 1937年（昭和12年）8月1日 電気運転を廃止[14]
- 1938年（昭和13年）6月6日 全線廃止[15]

## 駅一覧
- 全駅長野県に所在。
- 接続路線、市町村名は廃止時点のもの。穂高町は現・安曇野市、会染村は現・池田町。

| 駅名       | 駅間キロ | 営業キロ | 接続路線         | 所在地          | 所在地          |
| ---------- | -------- | -------- | ---------------- | --------------- | --------------- |
| 安曇追分駅 | -        | 0.0      | 鉄道省：大糸南線 | 南安曇郡 穂高町 | 南安曇郡 穂高町 |
| 十日市駅   | 1.5      | 1.5      |                  | 北安曇郡        | 池田町          |
| 会染駅     | 1.5      | 3.0      |                  | 北安曇郡        | 会染村          |
| 柏木駅     | 1.1      | 4.1      |                  | 北安曇郡        | 会染村          |
| 南池田駅   | 1,0      | 5.1      |                  | 北安曇郡        | 池田町          |
| 信濃池田駅 | 0.9      | 6.0      |                  | 北安曇郡        | 池田町          |
| 北池田駅   | 0.9      | 6.9      |                  | 北安曇郡        | 池田町          |

## 輸送・収支実績
| 年度 | 乗客（人） | 貨物量（トン） | 営業収入（円） | 営業費（円） | 益金（円） | その他益金（円） | その他損金（円）            | 支払利子（円） | 政府補助金（円） |
| ---- | ---------- | -------------- | -------------- | ------------ | ---------- | ---------------- | --------------------------- | -------------- | ---------------- |
| 1926 | 98,109     | 392            | 7,828          | 19,328       | ▲ 11,500   |                  |                             | 19,648         |                  |
| 1927 | 138,116    | 6,310          | 16,529         | 35,281       | ▲ 18,752   |                  | 雑損110自動車1,548          | 40,271         | 13,986           |
| 1928 | 145,573    | 7,039          | 17,641         | 31,246       | ▲ 13,605   |                  | 雑損503自動車4,596          | 35,207         | 28,005           |
| 1929 | 158,646    | 7,244          | 19,339         | 29,064       | ▲ 9,725    |                  | 自動車5,975                 | 29,972         | 28,075           |
| 1930 | 103,477    | 5,568          | 14,573         | 22,761       | ▲ 8,188    |                  | 自動車6,318                 | 26,831         | 28,095           |
| 1931 | 85,681     | 2,208          | 9,867          | 20,244       | ▲ 10,377   |                  | 雑損11自動車2,716           | 23,393         | 23,479           |
| 1932 | 81,401     | 1,355          | 7,887          | 19,024       | ▲ 11,137   |                  | 雑損804自動車3,012          | 21,896         | 28,099           |
| 1933 | 80,397     | 1,213          | 8,357          | 19,467       | ▲ 11,110   |                  | 雑損549自動車3,444          | 13,030         | 28,142           |
| 1934 | 68,463     | 1,742          | 7,529          | 18,697       | ▲ 11,168   |                  | 自動車2,427                 | 14,811         | 28,149           |
| 1935 | 78,121     | 1,478          | 7,507          | 18,972       | ▲ 11,465   |                  | 雑損償却金4,057自動車12,657 |                | 28,187           |
| 1936 | 86,188     | 4,949          | 10,336         | 18,987       | ▲ 8,651    | 債務免除10,637   | 償却金15,021自動車253       |                | 13,305           |
| 1937 | 77,979     | 3,506          | 9,934          | 18,431       | ▲ 8,497    |                  | 雑損10,941自動車193         | 27             | 0                |

- 鉄道統計資料、鉄道統計各年度版

## 車両
開業の際には電車2両（デハ1・2）を準備した。日本車輌製造で新製した木造ボギー電車（定員100名）である。信濃鉄道の主力電車であるデハ1形と同形の片側3扉の大形電車であり、直通運転をも考慮した措置であった。
しかし長引く経営不振から電気代の支払いにも事欠くようになり、1936年（昭和11年）には電車を2両とも信濃鉄道に譲渡し、負債の一部整理に充てた。そして内燃動力への切り替えで合理化を図り、電車売却代金の一部で日本車輌製の半鋼製ニ軸ガソリンカー（定員40名）2両（キハ1・2）と加藤製作所製のガソリン機関車1両 (1) を新製した。逼迫した実情の伺われる陣容である。
電車売却後もしばらくは電化設備を残し、多客時には信濃鉄道から電車を借り入れ運転することを目論んでいたが、実際にはそこまでの活用には至らず、ほどなく1937年（昭和12年）6月に電気動力廃止を申請、8月1日付で電気動力を廃止した。気動車2両は廃線後、金名鉄道（後の北陸鉄道金名線、1987年廃線）および相模鉄道（現・JR相模線）に1両ずつ売却された。
貨車は自社では保有せず、国鉄から直通させていた。

## 遺構
各駅の跡地付近には駅跡を示す標柱が池田町教育委員会により建てられている。なお、安曇追分駅は安曇野市内であるのに加え、JR東日本の敷地なので標柱が建てられていない。
終点の北池田駅の駅舎は近くに移設され、別目的で使用されている。

## 代替輸送
現在、かつての池田鉄道のルートに沿う形で池田町営バス (長野県)安曇野線が運行している。